# Bentley Mitchum
Christopher Robert Bentley Mitchum (* 22. Februar 1967 in Tucson, Pima County, Arizona) ist ein US-amerikanischer Schauspieler und Synchronsprecher.

## Leben
Bentley Mitchum stammt aus der Schauspielerfamilie Mitchum und ist der Sohn des Schauspielers Christopher Mitchum (* 1943) und seiner Frau Cindy Mitchum (* 1943, geborene Davis). Bentleys Großvater Robert Mitchum war ein großer Hollywood-Star seiner Zeit. Sein Onkel James Mitchum und seine ältere Schwester Carrie Mitchum sind ebenfalls als Schauspieler tätig.
Bereits mit 12 Jahren wirkte er 1979 erstmals in einem Spielfilm, Invasion aus dem Weltall, in einer Nebenrolle mit. In dem deutschen Spielfilm Gummibärchen küßt man nicht aus dem Jahr 1989 war Mitchum neben seinem Vater in einer der Hauptrollen zu sehen. In der Stephen-King-Verfilmung Manchmal kommen sie wieder von 1991 spielte er eine größere Rolle. Ab den 1990er Jahren konnte er weitere Hauptrollen in verschiedenen Filmproduktionen vorweisen wie 1992 in Demonic Toys, 1993 in Ruby in Paradise, 1996 in Susie Q – Engel in Pink und Lethal Orbit im selben Jahr. 2012 verkörperte er in dem Horrorfilm DevilDolls die Rolle des Mark Wayne, die er bereits im Vorgänger Demonic Toys aus dem Jahr 1992 verkörpert hatte. Nach drei Besetzungen in der The One-Kurzfilmreihe wirkte er 2019 in einer Episode der Fernsehserie Death and Compromise mit.

## Filmografie

### Schauspieler
- 1979: Invasion aus dem Weltall (The Day Time Ended)
- 1985: Promises to Keep (Fernsehfilm)
- 1987: Saturday Night Live (Fernsehsendung, Episode 13x04)
- 1988–1989: Wunderbare Jahre (The Wonder Years) (Fernsehserie, 3 Episoden)
- 1989: Gummibärchen küßt man nicht
- 1989: High (Fernsehfilm)
- 1990: The Outsiders (Fernsehserie, Episode 1x02)
- 1990: Glory Days (Fernsehserie, Episode 1x01)
- 1990: Neon Rider (Fernsehserie, Episode 1x14)
- 1991: Rich Girl
- 1991: Manchmal kommen sie wieder (Sometimes They Come Back) (Fernsehfilm)
- 1991: Alienkiller (The Borrower)
- 1991: Der Mann im Mond (The Man in the Moon)
- 1992: American Eiskrem 3 1/2 (Meatballs 4)
- 1992: Demonic Toys
- 1993: Ruby in Paradise
- 1993: Teenage Bonnie und Klepto Clyde (Teenage Bonnie and Klepto Clyde)
- 1993: Deadly Exposure
- 1995: Sliders – Das Tor in eine fremde Dimension (Sliders) (Fernsehserie, Episode 1x06)
- 1996: Blackmail – Blutige Abrechnung (Blood Money)
- 1996: Susie Q – Engel in Pink (Susie Q) (Fernsehfilm)
- 1996: Lethal Orbit (Fernsehfilm)
- 1996: Every Minute Is Goodbye
- 1996: Baja Run
- 1997: Firestorm
- 1997: Gefangene des Hasses (Convictions) (Fernsehfilm)
- 1998: Different Strokes
- 1998: On the Border (Fernsehfilm)
- 1998: JAG – Im Auftrag der Ehre (JAG) (Fernsehserie, Episode 4x08)
- 1998: Riding with James Dean
- 1998: Hell Mountain
- 1999: 127 Tage Todesangst (Lima: Breaking the Silence)
- 1999: Shark Attack (Fernsehfilm)
- 1999: Nash Bridges (Fernsehserie, Episode 5x01)
- 1999: Night of Terror
- 2000: Delta Force One: The Lost Patrol
- 2000: Tempest Eye
- 2001: Little John
- 2001: A Crack in the Floor
- 2001: Nice Guys Finish Dead
- 2002: Commando Deep Sea (Frogmen Operation Stormbringer)
- 2002: Conviction (Fernsehfilm)
- 2003: Con Rail
- 2005: Walker, Texas Ranger: Feuertaufe (Walker, Texas Ranger: Trial by Fire) (Fernsehfilm)
- 2007: Walking Tall: The Payback
- 2012: DevilDolls
- 2014: The One (Kurzfilm)
- 2015: The One II – Resurrection of the Vampires (Kurzfilm)
- 2016: The One 3 (Kurzfilm)
- 2019: Death and Compromise (Fernsehserie, Episode 1x03)

### Synchronsprecher (Auswahl)
- 2004: Fullmetal Alchemist (Zeichentrickserie, Episode 1x27)